# Штадтгаген
Штадтгаген (нім. Stadthagen) — місто в Німеччині, розташоване в землі Нижня Саксонія. Районний центр району Шаумбург.
Площа — 60,27 км2. Населення становить 22 210 ос. (станом на 31 грудня 2021).

## Уродженці
- Ерік Шпікерман (* 1947) — німецький шрифтовик, дизайнер і письменник.